# Lucy Adlington
Lucy Adlington (Londres, 1970) é uma historiadora e escritora inglesa que escreve livros de romance histórico e não ficção. Também assinou livros com o acrônimo do nome dela: L. J. Adlington. O livro dela The Dressmakers of Auschwitz (2021) (em português: As Costureiras de Auschwitz) entrou para a lista de best-sellers do New York Times.

## Biografia
Lucy, além de escritora, é apresentadora, colecionadora de roupas antigas, e historiadora. Ela pesquisa a linguagem pelo modo como nos vestimos nos últimos 200 anos. Ela formou-se em inglês pela Universidade de Cambridge e fez mestrado em estudos medievais pela Universidade de York. Lucy é especialista em história do vestuário, com especial interesse na era eduardiana e na década de 1940. Atualmente, mora com o marido e um gato numa fazenda ao norte da Inglaterra

## As Costureiras de Auschwitz
Primeiro ela publicou uma história de ficção chamada The Red Ribbon (2017), pois em sua pesquisa histórica sobre essa costureiras judias que eram obrigadas a fazer roupas para os nazistas, ela não tinha muita informação, mas após a publicação desse livro, várias pessoas entraram em contato com ela e isso a ajudou a ampliar e detalhar sua pesquisa histórica o que proporcionou a publicação do livro de não ficção: The Dressmakers of Auschwitz (2021) (As Costureiras de Auschwitz).

## Obras
- The Red Ribbon (2017) em Portugal: Um Ateliê de Sonhos (TopSeller, 2019)
- Summerland (2019) em Portugal: À Procura de Summerland (TopSeller, 2020)

- Great War Fashion: Tales from the History Wardrobe (2013)
- Stitches in Time: The Story of the Clothes We Wear (2015)
- Women's Lives and Clothes in WW2 (2019)
- The Dressmakers of Auschwitz (2021) no Brasil: As Costureiras de Auschwitz (Crítica, 2022)

- The Diary of Pelly D (2005)
- Cherry Heaven (2007)
- The Glittering Eye (2009)
- Burning Mountain (2010)
- Night Witches (2013)